# Cyclone (album de Tangerine Dream)
Pour les articles homonymes, voir Cyclone (homonymie).
Albums de Tangerine Dream
Encore
(1977) Force Majeure
(1979)
Cyclone est un album du groupe Tangerine Dream sorti en 1978.
Il est le premier album de Tangerine Dream sans Peter Baumann depuis Alpha Centauri en 1971. Baumann a quitté le groupe et est remplacé par Steve Joliffe et Klaus Krieger.
À part ce changement de line up, il présente également un style différent : pour la première fois, des titres sont chantés (Bent Cold Sidewalk et Rising Runner Missed by Endless Sender), par Steve Joliffe, et la musique jouée est plus proche du rock progressif que de la Berlin School de leur albums phares.
Comme pour d'autres albums de Tangerine Dream, la couverture du disque a été peinte par Edgar Froese.

## Titres
| 1.    | Bent Cold Sidewalk                     | Joliffe / Franke, Froese, Joliffe | 13:05 |
| 2.    | Rising Runner Missed by Endless Sender | Joliffe / Franke, Froese, Joliffe | 5:00  |
| 3.    | Madrigal Meridian                      | Franke, Froese, Joliffe           | 20:28 |
| 38:33 |                                        |                                   |       |

## Musiciens
Selon les crédits inscrits sur le livret inclut avec l'album
- Edgar Froese : Synthétiseurs, Moog, Mellotron, Guitares acoustique et électrique
- Christopher Franke : Synthétiseurs, Moog, Mellotron, Sequenceur, Percussions électronique
- Steve Joliffe : Chant, Flûte, Piccolo, Cor anglais, Clarinette basse, Lyricon, Clavinet, Grand Piano, Piano électrique Fender Rhodes, Synthétiseurs, Violon.
- Klaus Krieger : Batterie, Batterie électronique, Gongs, Cymbales Paoste, Percussions diverses